# Jim Isermann
Jim Isermann (* 1955 Kenosha, Wisconsin, USA) je americký malíř a sochař žijící v Kalifornii. 
V roce 1977 absolvoval University of Wisconsin-Milwaukee a roku 1980 získal titul MFA z CalArts. Věnuje se industriálnímu designu a architektuře. Tvoří například velké textilní sochy. Vlastní výstavy měl například v Los Angeles, Paříži, Londýně, New Yorku a dalších městech. Je držitelem Guggenheimova stipendia za rok 2001. Již dříve získal grant od organizace National Endowment for the Arts.